# 茨城大学教育学部附属小学校
茨城大学教育学部附属小学校（いばらきだいがく きょういくがくぶ ふぞくしょうがっこう、英称：Ibaraki University Elementary School）は、茨城県水戸市三の丸に所在する、茨城大学教育学部の附属小学校。通称は「茨大附小」（いばだい ふしょう）または「茨大附属小」（いばだい ふぞくしょう）である。近隣に他大学の附属小学校が存在しないため、水戸市民や校内の児童からは「附小」（ふしょう）と呼ばれることも多い。
1958年（昭和33年）に茨城大学教育学部附属水城小学校と同愛宕小学校を統合して発足した。国立大学独立法人化以降は国立大学法人茨城大学が設置・運営している。
第三学年、第四学年の若干名をあわせて学級とした複式学級があることが特色である。

## 校風
茨城大学教育学部附属小学校は、「個」の確立 「はらから」の精神を掲げている。また、早くから「ひびきの時間」と呼ばれる総合的な学習の時間を導入した。
他校との大きな違いは、生活班という縦割り組織が存在しており、掃除などはこの班を基本に行われる。「はらからタイム」と呼ばれる縦割りでの交流もこの班で行う。
このため、下級生と上級生の仲は、非常に良好である。
通常授業（国,算,理,社,体,家,音）の事を「みがきあい」の時間と呼び、
「ひびきあい」（ひびきの時間）以外にも「こころの時間」という道徳的な時間がある。

## 沿革
旧・附属水城小学校
- 1877年（明治10年）10月26日：「茨城県師範学校附属小学校」（県立）が水戸市竜岡町に開校。
- 1886年（明治19年）10月：師範学校令により「茨城県尋常師範学校附属小学校」に改称。
- 1888年（明治21年）5月9日：水戸市ニノ丸1番地に移転。
- 1898年（明治31年）4月：師範教育令により「茨城県師範学校附属小学校」に改称。
- 1943年（昭和18年）4月1日：師範教育令改正および国民学校令により「茨城師範学校男子部附属国民学校」（官立（国立））に改称。
  - 尋常科を初等科に改める。初等科6年・高等科2年を設置。
- 1947年（昭和22年）4月1日 - 学制改革（六・三制）が行われる。
  - 附属国民学校の初等科が改組され「茨城師範学校男子部附属小学校」となる。
  - 附属国民学校の高等科が改組され「茨城師範学校男子部附属中学校」として小学校に併設される。
- 1949年（昭和24年）
  - 5月31日 - 新制茨城大学の発足により「茨城大学茨城師範学校男子部附属小学校」に改称。
  - 9月3日 - 「茨城大学茨城師範学校附属水城小学校」に改称。
- 1951年（昭和26年）4月1日 - 茨城師範学校の廃止により「茨城大学教育学部附属水城小学校」に改称。
- 1958年（昭和33年）3月31日 - 附属小・中学校の統合により閉校。校地は茨城大学教育学部附属小学校が継承。

旧・附属愛宕小学校
- 1905年（明治38年）4月1日：「茨城県女子師範学校附属小学校」（県立）が水戸市桜町に開校。
- 1943年（昭和18年）4月1日：師範教育令改正および国民学校令により「茨城師範学校女子部附属国民学校」（官立（国立））に改称。
  - 尋常科を初等科に改める。初等科6年・高等科2年を設置。
- 1947年（昭和22年）4月1日：学制改革（六・三制）が行われる。
  - 附属国民学校の初等科が改組され「茨城師範学校女子附属小学校」となる。
  - 附属国民学校の高等科が改組され「茨城師範学校女子部附属中学校」として小学校に併設される。
- 1949年（昭和24年）
  - 5月31日：新制茨城大学の発足により「茨城大学茨城師範学校女子部附属小学校」に改称。
  - 9月3日：「茨城大学茨城師範学校附属愛宕小学校」に改称。
- 1951年（昭和26年）4月1日：茨城師範学校の廃止により「茨城大学教育学部附属愛宕小学校」に改称。
- 1958年（昭和33年）3月31日：附属小・中学校の統合により閉校。校地は茨城大学教育学部附属中学校が継承。

現・附属小学校
- 1958年（昭和33年）4月1日：附属水城小学校と附属愛宕小学校の統合により「茨城大学教育学部附属小学校」が開校。水城校地を継承。

## 行事
7月に「夏のふれあい活動」という宿泊学習（生活班基軸）、10月にキッズワールド（運動会）、などの行事がある。すべて、児童によって計画が立てられる。特に、キッズワールドは、低学年・中学年・高学年それぞれ各生活班から代表者を一名ずつ選出し、その代表者が競技を考え、運営する。キッズワールドの得点は各ブロック（生活班の集合体・A～Cブロックまで存在）ごとに加算され、勝敗を競う。アナウンスや、呼び出し等もすべて児童が行う。この精神は茨城大学附属中学校でも受け継がれている。

## 入試
定員は茨城大学教育学部附属幼稚園から内部進学する者（約35名）を含む、105名である。
内部進学者は原則として全員合格である。よって以下では内部進学以外での児童の入試についてを述べる。
入学試験は面接及び口頭試問、運動、ダンスなどの様子によって合否を決めるようである。
なお、この入学試験には本小学校第6学年の児童が引率等の手伝いを行っている。また、第三学年において、複式学級編成のため、若干名の募集がある。
抽選に関しては、2012年度（平成24年度）より廃止となった。

## 警備

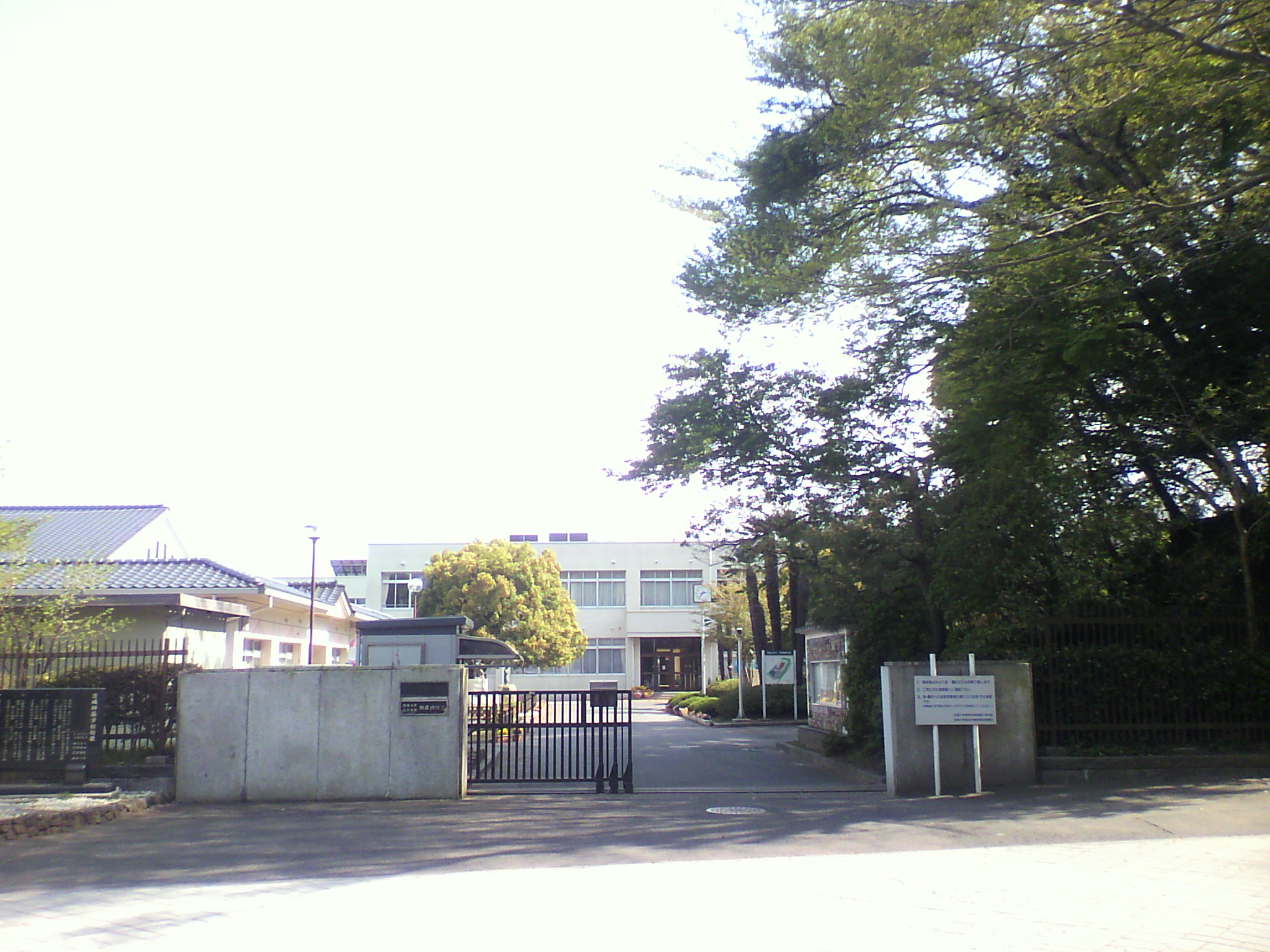
校門

添付画像の校門の左側の扉の後ろに警備員の詰め所がある。これは2001年（平成13年）6月8日に大阪教育大学附属池田小学校で発生した附属池田小事件を受けて2日後に臨時に配置された警備員が、その後常時置かれることが決まったため設けられたものである。小学生や幼稚園児との交流も多い。

## 諸問題
同校において2021年（令和3年）11月に、当時4年生だった女子児童が、いじめが原因で不登校となった事案について、同校は「重大事態」と認識していながら、いじめ防止対策推進法に基く文部科学省（文科省）への報告を怠っていたことが明らかとなった。同校が、いじめについての詳細な調査も実施していなかったことも判明し、文科省は2023年（令和5年）4月、第三者委員会を設置した事実関係を調査する方針を示した。同月10日には永岡桂子文部科学大臣が太田寛行茨城大学学長を文科省へ呼び、第三者委員会の速やかな設置などを求めた。これを受ける形で、附属小の渡部玲二郎校長が4月30日付で引責辞任した。